# 斯皮納 (明尼蘇達州)
斯皮納（英語：Spina）是位於美國明尼蘇達州聖路易斯縣大斯科特鎮區的一個鬼鎮。

## 地理
斯皮納所處的海拔為高於海平面465米（即1526英呎），而該地所採用的時區為UTC-6，即北美中部時區（CST）。同時該地設有夏令時間，為UTC-6調快一小時，即UTC-5（CDT）。